# Dolmen de la Serre Gaoujac
Le dolmen de la Serre Gaoujac, appelé aussi dolmen de Gouziac ou tombeau dau Geïon est un dolmen situé sur le territoire de la commune de Hures-la-Parade, dans le département de la Lozère en France.

## Description
Le dolmen est le seul dolmen à couloir coudé recensé sur tout le Causse Méjean. Le dolmen est enserré dans un tertre de 13 m de diamètre. La chambre est de forme rectangulaire. Elle est précédée côté est par un couloir coudé presque à angle droit formé de deux dalles ouvrant au sud. La chambre mesure 2,86 m de long. La chambre est recouverte d'une unique table de couverture de forme ovale de 3,20 m de long sur 2,40 m de large et 0,30 m d'épaisseur dont le poids est estimé à 8 tonnes. Toutes les dalles sont en calcaire. Le dolmen a été restauré en 1974 par Gilbert Fages.

## Mobilier archéologique
Le tamisage des déblais a permis de recueillir un petit mobilier archéologique comprenant des ossements humains (esquilles, phalanges et environ 20 dents), des éléments de parure (29 perles en test de cardium, 3 en calcaire, 1 en jayet, 1 perle à ailettes) et deux pointes de flèches à pédoncule. 
La construction du dolmen a été datée d'une période comprise entre 3100 av. J.-C. et 2500 av. J.-C.. Il a été réutilisé à la fin de l'Âge du cuivre.